# Diplophlyctis asteroidea
Diplophlyctis asteroidea är en svampart som beskrevs av Dogma 1976. Diplophlyctis asteroidea ingår i släktet Diplophlyctis och familjen Endochytriaceae.   Inga underarter finns listade i Catalogue of Life.